# Sola (stacja kolejowa)
Sola (ukr. Соля, cz. Soľ) – stacja kolejowa w miejscowości Sil, w rejonie użhorodzkim, w obwodzie zakarpackim, na Ukrainie. Położona jest na linii Sambor – Czop.

## Historia
Stacja istniała przed II wojną światową. W okresie przynależności tych okolic do Czechosłowacji nosiła nazwę Soľ.